# Sheikki Laakso
Kristian Sheikki Laakso, född Kristian Veli Laakso 23 september 1968 i Helsingfors, är en finländsk politiker (Sannfinländarna). Han är ledamot av Finlands riksdag sedan 2019.
Laakso blev invald i riksdagsvalet 2019 med 5 647 röster från Sydöstra Finlands valkrets. Han omvaldes i riksdagsvalet 2023 med 7 635 röster.